# Running Out of Luck
Running Out of Luck è un film statunitense del 1985, diretto da Julien Temple e interpretato da Mick Jagger.

## Trama
La rockstar inglese Mick è a Rio de Janeiro per cantare in un videoclip, ma si ubriaca e il regista inveisce contro di lui. In seguito a varie disavventure si ritrova fuori città e inizia a vaneggiare per il grande caldo. Viene salvato dalla proprietaria di una piantagione che lo mette a lavorare. La donna lo usa però anche come schiavo sessuale. Mick fugge dalla piantagione insieme a una prostituta, dopo essersi travestito da donna. Ritorna quindi a Rio, dove scopre che il regista l'ha scaricato in favore di un giovane cantante pop. Mick cerca allora di guadagnare soldi barando in un casinò di Rio, ma viene scoperto e gettato in galera. La prostituta lo aiuta a evadere ed egli rientra a Londra, dove tutti lo credevano morto. Alla fine Mick riuscirà a rilanciare la sua carriera.